# Enrico Gasparri
Enrico Gasparri Doctor de Teología Sagrada , Derecho Civil y Derecho Canónico (Ussita, 25 de julio de 1871 - Roma, 20 de mayo de 1946) fue un Cardenal de la Iglesia católica y Arzobispo.
Sobrino de Pietro Gasparri, el cardenal secretario de Estado quien firmó los Pactos de Letrán en 1929.

## Biografía
El 10 de agosto de 1894 los estudios de  teología y filosofía, ejerciendo simultáneamente su labor pastoral    hasta 1898.
El 9 de diciembre de  1915 el papa Benedicto XV le nombra Arzobispo titular de Sebastea y le envía a Colombia como Nuncio Apostólico.
El 1 de septiembre de  1920 fue nombrado Nuncio en Brasil.

## Cardenal

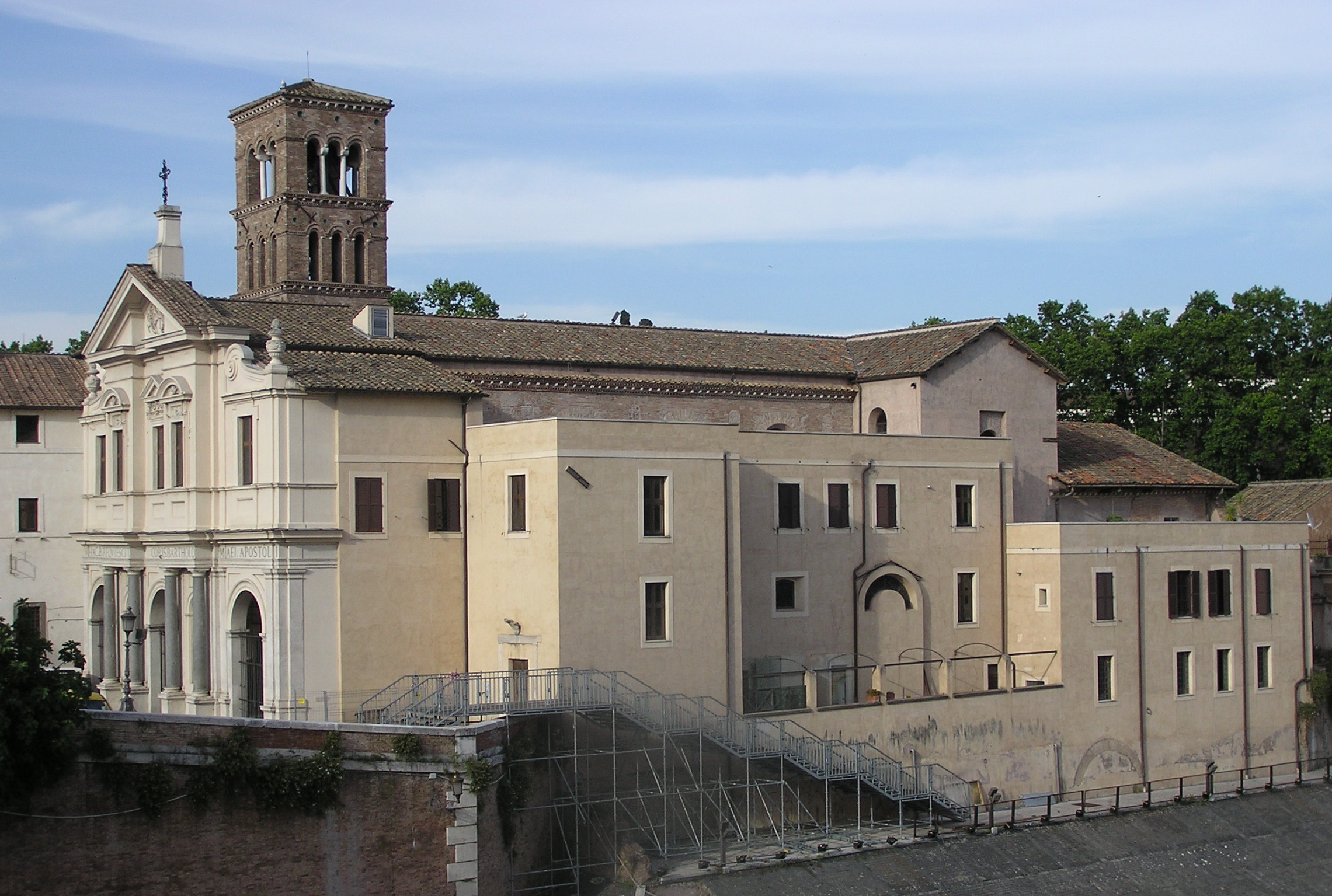
Basílica de San Bartolomé.

El Papa Pio XI lo elevó al rango de cardenal en el consistorio celebrado el día 14 de diciembre de  1925, asignándole la Basílica Menor de San Bartolomé en la Isla Sancti Bartholomaei in Insula Isla Tiberina.
Fue un nombramiento excepcional, ya que   el Código de Derecho Canónico  prohibía la admisión de cualquier persona que tenga un familiar en el Sacro Colegio de Cardenales.
Cuenta el historiador Ricardo de la Cierva el millonario católico Brady, amigo del futuro cardenal  Francis Joseph Spellman, regala un suntuoso Chrysler al cardenal. 
El 18 de mayo de 1933 fue nombrado Prefecto del Tribunal Supremo de la Signatura Apostólica ocupando el cargo hasta el día de su muerte.
El 18 de octubre de 1933 fue nombrado Cardenal Obispo de la Sede suburbicaria de Velletri-Segni,  sufragánea de la diócesis de Roma. El 26 de febrero de 1942 fue nombrado vicedecano del Colegio Cardenalicio.